# Рокси Девиль
Рокси Девиль (англ. Roxy DeVille, настоящее имя Кэти Линн Авола (англ. Katie Lynn Avola); род. 8 ноября 1982, Индиана, США) — американская порноактриса.
В 2008 году Девиль снялась в фильме «Секс в большом городе», в котором исполнила сцену триолизма с порноактрисой Райдер Скай и актёром Жилем Марини. Она также сыграла небольшую роль в немецком документальном фильме 9 to 5: Days in Porn.

## Премии и номинации
| Год  | Премия     | Результат | Категория                                                                                               | Фильм                       |
| ---- | ---------- | --------- | --- | --------------------------- |
| 2007 | AVN Award  | Номинация | Лучшее исполнение стриптиза                                                                             | Blacklight Beauty           |
| 2008 | AVN Award  | Номинация | Лучшая сцена орального секса, Видео                                                                     | Swallow My Children         |
| 2008 | AVN Award  | Номинация | Не подписанная старлетка года                                                                           | н/д                         |
| 2008 | FAME Award | Finalist  | Любимая оральная звезда                                                                                 | н/д                         |
| 2008 | XRCO Award | Победа    | Не подписанная Сирена                                                                                   | н/д                         |
| 2009 | AVN Award  | Номинация | Лучшая актриса                                                                                          | The Texas Vibrator Massacre |
| 2009 | AVN Award  | Номинация | Лучшая сцена группового секса (с Пейдж Морган, Лилой Стар, Шеннон Келли, Марти Романо и Кристианом ХХХ) | King Cobra                  |
| 2009 | AVN Award  | Номинация | Исполнительница года                                                                                    | н/д                         |
| 2010 | AVN Award  | Номинация | Лучшая актриса                                                                                          | Whack Job                   |